# Jan Schur
Jan Schur (nascido em 27 de novembro de 1962) é um ex-ciclista alemão, especializado em ciclismo de estrada e pista. Schur terminou em segundo lugar na competição Volta à Polónia de 1982.